# Yngling (voilier)
Pour les articles homonymes, voir Yngling.
Le Yngling est une classe de quillard de sport à 3 équipiers, de série internationale, promue série olympique féminine à trois équipières à Athènes en 2004.

## Historique

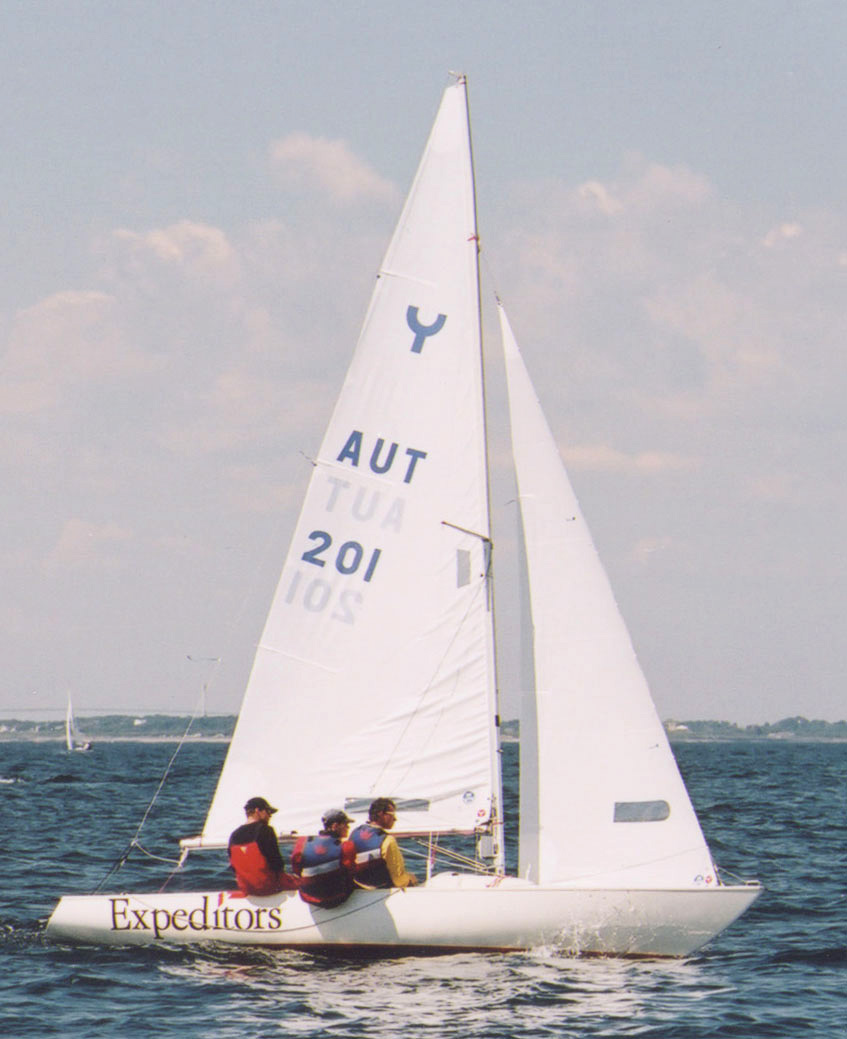
Le Yngling autrichien no 201 au près

Jan H. Linge (Oslo, Norvège) a conçu ce quillard pour son fils, alors âgé de 14 ans, en 1967, juste après les essais de sélection organisés par l'IYRU qui avaient vu la victoire de son Soling.
Le choix du nom ne vient pas de celui de la dynastie de Yngling, mais du mot norvégien Yngling, qui veut dire « jeune », ou junior.
Classe internationale depuis 1979, choisie par l'IYRU pour son premier championnat international féminin en 1994, et pour les Jeux olympiques d'Athènes de 2004, quillard femmes pour 3 équipières. Reconduit aux Jeux de 2008, l'ISAF lui préfère, en novembre 2008, l'Elliott 6m pour la nouvelle épreuve de match racing féminin des Jeux olympiques de 2012.
L'intérieur du bateau a été redessiné par son architecte en 1990, le dotant d'un cockpit à double fond et de deux auto-videurs latéraux.